# Park Kultury (Metro Nischni Nowgorod)

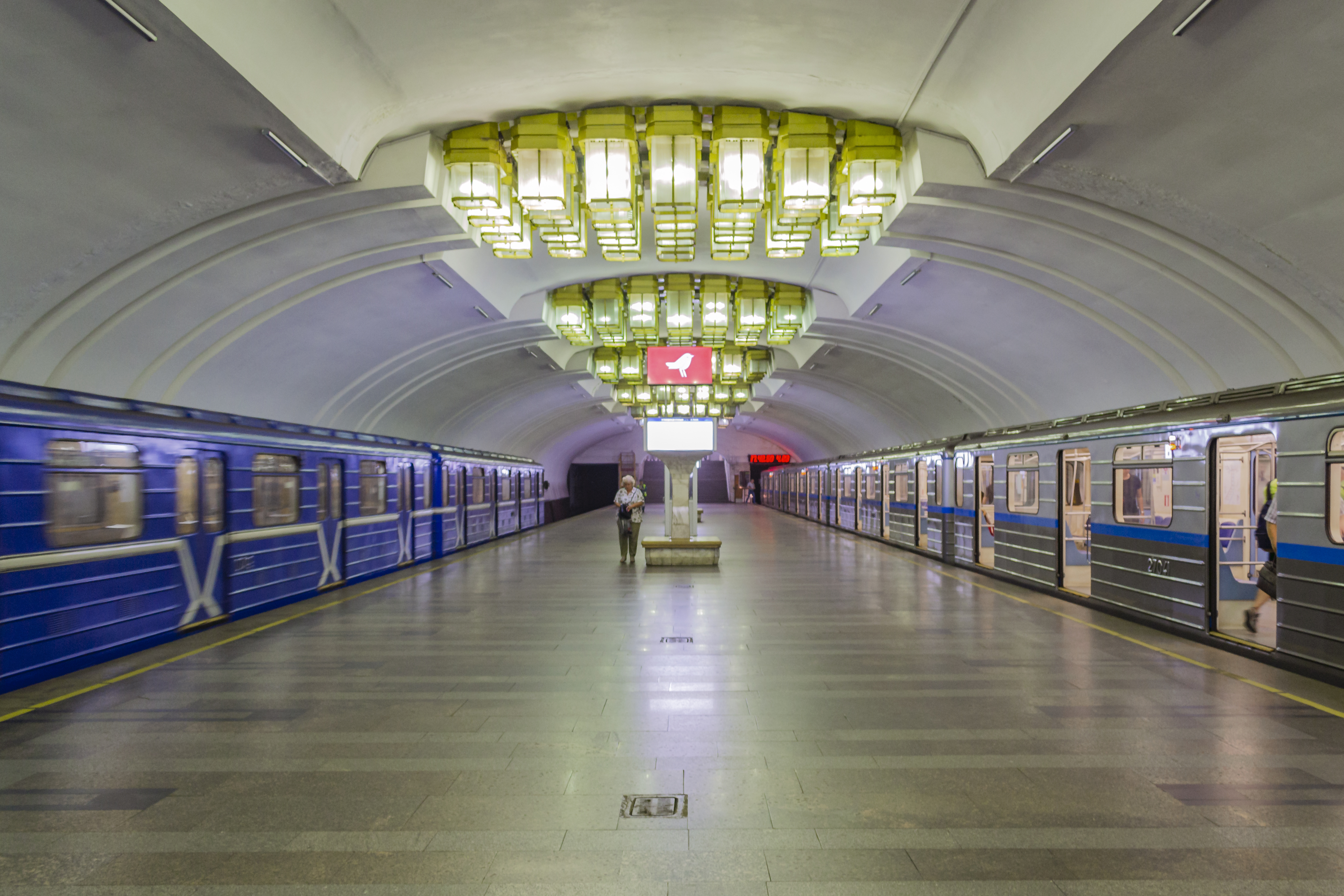
U-Bahnhof Park Kultury

Park Kultury (russisch Парк культу́ры) ist die südliche Endstation der Awtosawodskaja-Linie (Linie 1) der Metro Nischni Nowgorod. Die Station wurde am 15. November 1989 im Rahmen der dritten Bauphase der Metro zusammen mit der Station Kirowskaja eröffnet.

## Standort
Die Station liegt unter dem Molodjoschny-Prospekt (Boulevard der Jugend) im Süden von Nischni Nowgorod, am Rand des Awtosawodski-Kulturparks, nach dem die Station benannt ist. Die Ausgänge an beiden Stationsenden führen zum Molodjoschny-Prospekt.

## Geschichte
In der Planungsphase wurde die Station Schdanowskaja genannt. Die Station eröffnete am 15. November 1989. 3 Tage später wurde die Station aufgrund eines Risses im Tunnel für Reparaturarbeiten gesperrt.